# Daniele Garozzo
Daniele Garozzo (Catânia, 4 de agosto de 1994) é um esgrimista italiano que atua na categoria florete, medalhista de ouro no Campeonato Mundial de Esgrima de 2015. O atleta disputou os Jogos Olímpicos de Verão de 2016.

## Carreira
Garozzo nasceu em Catânia, Itália. Ele é o irmão mais novo do esgrimista Enrico Garozzo, que atua na categoria espada.